# Beth Yaakov
Beth Yaakov es una sinagoga de Estambul, Turquía Se encuentra en el lado asiático del Bósforo en una área llamada Kuzguncuk (distrito de Üsküdar), justo al lado de una Iglesia Ortodoxa Griega. Beth Yaakov fue construida en 1878. La población judía de Kuzguncuk marchó hace tiempo, pero el edificio es mantenido en funcionamiento por los fieles, cuyas familias son originarias de aquel barrio. Los servicios religiosos de Shabat, tienen lugar los sábados por la mañana, y son celebrados allí regularmente.